# Route 53 (Islande)
Pour les articles homonymes, voir Route 53.
La Route 53 (Þjóðvegur 53) était une route islandaise qui permettait de contourner le Borgarfjörður. Elle fait maintenant partie de la route 52.

## Trajet
- Route 1 - au sud de Borgarnes
- Hvanneyri
- Route 1 au nord de Borgarnes